# Wiesław Sten
Wiesław Sten, ps. Stefan Wiesław Dunin Wolski (ur. 1 września 1890 w Płocku, zm. 18 listopada 1944 w Melk, Dolna Austria) – polski religioznawca i pisarz. Syn Franciszka i Barbary z Kasterskich. W 1910 ukończył gimnazjum w Płocku. Studiował architekturę na Politechnice Warszawskiej i prawo na Uniwersytecie Kijowskim. Był urzędnikiem monopolowym w Warszawie. W czasie wojny, po upadku Powstania Warszawskiego został wywieziony przez hitlerowców do obozu w Mauthausen.
Wiesław Sten był drugim po Antonim Czubryńskim uczniem Andrzeja Niemojewskiego mocno związany z ideą astralistyki. Znany jest między innymi z interpretacji Biblii szczególnie Starego Testamentu. Idąc za ideami Andrzeja Niemojewskiego i Dupuisa, stara się dotrzeć poza literę, ku duchowi, wykazując uderzające podobieństwa między religiami najbardziej różnymi i przeciwnymi sobie.

## Prace
- Sapere Ausuris: studjum biblijne T. 1: Tym, którzy będą mieli odwagę wiedzieć kopia cyfrowa
- Sapere Ausuris: studjum biblijne T. 2: Jahwe w świetle astronomji i astrologji biblijnej kopia cyfrowa